# 1093
Cette page concerne l'année 1093  du calendrier julien.
L'année 1093 est une année commune qui commence un samedi.

## Événements

### Asie
- Printemps : Zachas, émir de Smyrne, fait le siège d'Abydos mais doit le lever face à Constantin Dalassène. Son beau-fils Kilitch Arslan, allié avec l'empereur byzantin Alexis Ier Comnène, l'invite à un banquet et le poignarde semble-t-il de sa propre main[1]. Le fils de Zachas lui succède jusqu'en 1097.
- Automne : mort de la régente Gao en Chine. L’empereur Song Zhezong rappelle les réformistes[2].

### Europe
- Epidémie de peste en Artois.
- 6 mars : Anselme, abbé du Bec, est nommé archevêque de Cantorbéry. Il entre en lutte avec Guillaume II le Roux à propos de l’investiture des membres de l’Église conférée par le roi. Il doit s’exiler en Italie (1095)[3].
- Printemps : 
  - Le Cid commence le siège de Valence après avoir installé son campement à Mestalla[4].
  - Le général byzantin Manuel Boutoumitès réprime la révolte du gouverneur de Chypre Rapsomatès[5].
- 13 avril : début du règne de Sviatopolk II, fils d’Iziaslav Ier, prince de Kiev (fin en 1113)[6].
- 26 mai[7] : victoire des Coumans sur les Kieviens Sviatopolk II et Vladimir II Monomaque à la bataille de la rivière Stugna[8].
- Printemps ou été[9] : après que l’empereur Henri IV est chassé d’Italie en 1092, son fils Conrad rejoint la révolte de Mathilde de Toscane et de son mari, le duc Welf, qui ont conclu pour vingt ans une alliance défensive et offensive contre l’empereur avec les villes de Milan, Lodi, Crémone et Plaisance, qui préfigure la future Ligue Lombarde. Conrad est couronné roi d'Italie à Monza puis à Milan par l'archevêque de Milan Anselme de Rhaude[10]. Le pape Urbain II reprend Rome où il célèbre Noël à la fin de l'année[11]. Conrad épouse Constance, une fille de Roger Ier de Sicile, à Pise en 1095[12]
- Juillet : Le Cid prend le château de Juballa (Cebolla) assiégé depuis huit mois et marche sur Valence. Il prend les faubourgs de Villanueva et d'Alcúdia. Le cadi Ibn Yahhaf, maître de la ville, négocie la paix et renonce à l'alliance avec les Almoravides[13].
- 22 septembre : début du règne de Magnus III Barfot, roi de Norvège à la mort d'Olaf Kyrre (fin en 1103). Magnus aux jambes nues, (il avait adopté le kilt écossais) pille les Hébrides, les îles de Man et d’Anglesey. Il lutte contre le roi de Suède dont il épouse néanmoins la fille, Margrete[14].
- 13 octobre : Robert II (1065-1111) devient comte de Flandre à la mort de son père Robert le Frison[15].
- 13 novembre : bataille d'Alnwick entre Malcolm III d'Écosse et Guillaume II d'Angleterre. Malcolm est tué et son frère Donald III Ban devient roi d'Écosse (fin de règne en 1098)[16].

- Henri de Bourgogne épouse Thérèse de León, fille d'Alphonse VI de Castille, qui reçoit le comté de Portugal en dot[17].
- Le prince serbe de Rascie Vukan prend et incendie Lipljan, ville byzantine[18].